# رجزخوانی

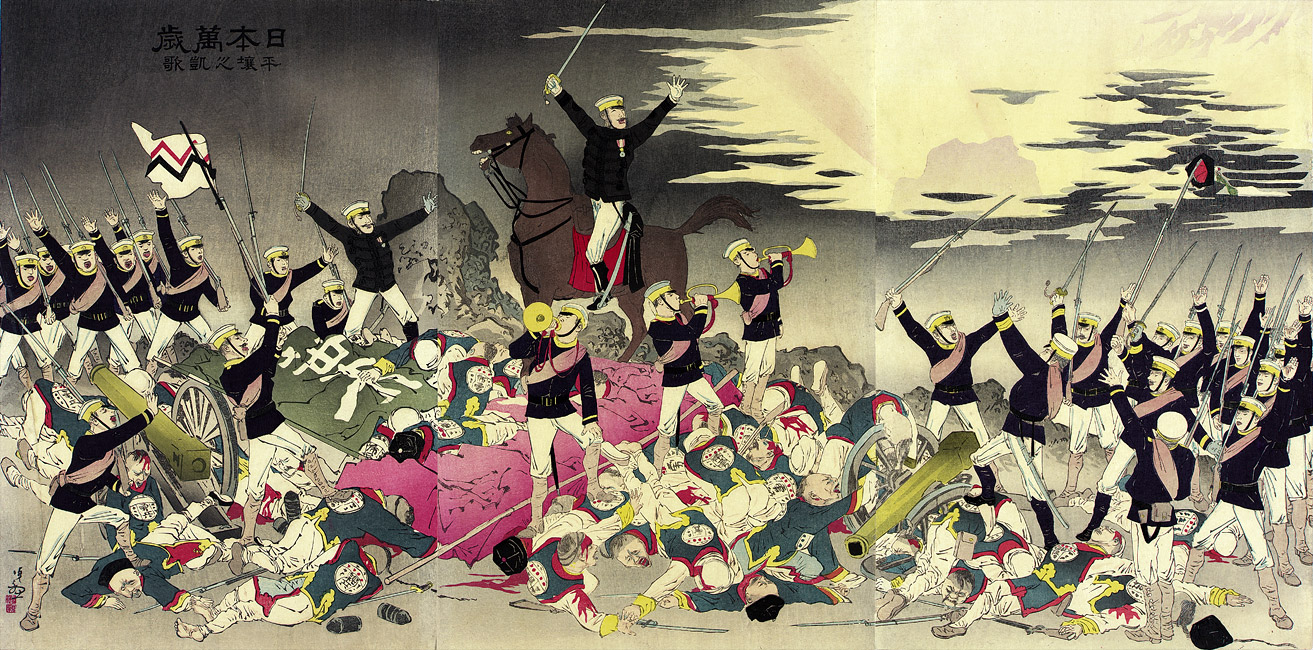
رجز خوانی

رَجَزخوانی به معنای فخرفروشی و تعریف از شجاعت و شرافت خود است.
اصطلاح «رجز» در ادبیات و عروض نوعی شعر است که وزن آن هشت بار «مستفعلن» باشد.